# Lechriodus aganoposis
Espèce
Statut de conservation UICN

 LC  : Préoccupation mineure
Lechriodus aganoposis est une espèce d'amphibiens de la famille des Limnodynastidae.

## Répartition
Cette espèce est endémique de Nouvelle-Guinée. Elle se rencontre entre 1 000 et 2 000 m d'altitude dans la péninsule Huon et dans la chaîne Centrale en Papouasie-Nouvelle-Guinée et en Indonésie.

## Étymologie
Son nom d'espèce, du grec aganos, « doux, gentil », et posis, « mari », lui a été donné en référence à ses bourrelets nuptiaux, contrastant avec ceux de Lechriodus platyceps.

## Publication originale
- Zweifel, 1972 : A review of the frog genus Lechriodus (Leptodactylidae) of New Guinea and Australia. American Museum Novitates, no 2507, p. 1-41 (texte intégral).